# زیردریایی کلاس-ای (نروژ)
زیردریایی کلاس-ای (نروژ) (به انگلیسی: Norwegian A-class submarine) یک کلاس از زیردریایی است که طول آن ۴۶٫۷ متر (۱۵۳ فوت ۳ اینچ) می‌باشد.